# Arnold I. von Scheyern
Arnold I. von Scheyern (auch Arnulf) (später von Dachau) († vor 26. März 1123) war Graf von Scheyern und durch die Heirat Graf von Dachau.

## Leben
Arnold I. von Scheyern war der jüngste Sohn von Otto I. von Scheyern und Haziga von Dissen und Bruder von Bernhard I. von Scheyern, Otto II. von Scheyern und Ekkehard I. von Scheyern. Er soll nach dem Bruder seiner Mutter benannt worden sein und begründete den Nebenzweig der Grafen von Scheyern-Dachau(-Valley). Um 1078 wurde er, gemeinsam mit seinen Brüdern, Graf von Scheyern. Ab 1104 besaß er als Erbgut seiner Frau die Grafschaft Dachau und nannte sich fortan Graf von Dachau. Sitz war die um 1100 erbaute Burg Dachau. 
Seine Witwe erteilte 1123 die Zustimmung zur Verlegung des Klosters Eisenhofen, das der Bruder von Arnold I., Otto II. von Scheyern gestiftet hatte. Bei der Stiftung der Stammburg Scheyern als Kloster, welche eine Bestätigungsurkunde aus dem Jahre 1123 erhielt, war die Witwe als Anteilseignerin mit ihren beiden Söhnen Konrad I. und Otto I. anwesend.

## Familie
Arnold I. von Scheyern heiratete Beatrix von Reipersberg (ca. 1060–1124), eine Tochter des Grafen Kuno von Reipersberg und Erbtochter der Grafschaft Dachau. Aus der Ehe gingen mehrere Kinder hervor, davon:
- Konrad I. von Dachau
- Arnold II. von Dachau
- Friedrich I. von Dachau († vor 25. April 1124)
- Otto I. von Dachau-Valley
- Beatrix von Dachau († um 1128) ⚭ Berthold I. von Burgeck